# Andreas Miaoulis

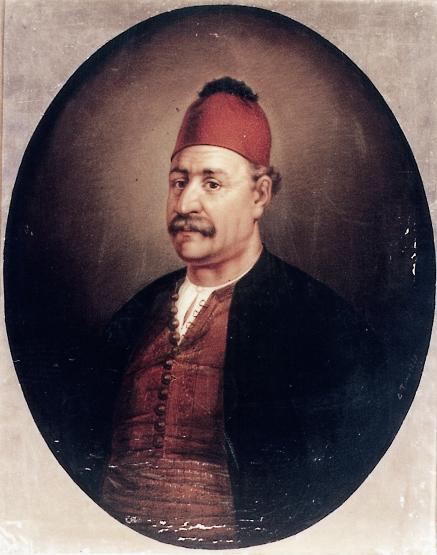
Andreas Miaoulis.
Gemälde von Dionysios Tsokos. Miaoulis' Unterschrift:

Andreas Miaoulis, auch Andreas Vokos Miaulis oder Andreas Bokos Miaoulis (griechisch Ανδρέας Βώκος Μιαούλης, * 20. Mai 1769; † 24. Juni 1835 in Piräus) war ein arvanitischer Admiral und Freiheitskämpfer. Außerdem engagierte er sich als wichtiges Mitglied der Englischen Partei.

## Frühes Leben
Miaoulis wurde als Andreas Vokos entweder auf Euböa oder auf der Insel Hydra in einer arvanitischen Familie geboren. Den Zunamen Miaoulis legte er sich erst als Erwachsener zu. Schon im Alter von 16 Jahren kommandierte er ein familieneigenes Schiff. Nachdem er sich durch Getreidehandel ein ansehnliches Vermögen erworben hatte, ließ er sich auf Hydra nieder.

## Beteiligung an der Griechischen Revolution
1821 schloss er sich der griechischen Revolution an und beteiligte sich mit seinem Schiff Leonidas an allen Streifzügen jenes Jahrs.
Zum Oberbefehlshaber der griechischen Flotte ernannt, siegte er am 5. und 6. März bei Patras sowie am 20. September 1822 im Kanal von Spezzia und vernichtete am 12. Mai 1825 einen Teil der im Hafen von Modon liegenden feindlichen Flotte. Er verbrannte am 8. Dezember 1825 eine feindliche Fregatte, kaperte mehrere Transportschiffe und nötigte Ibrahim Pascha am 8. Januar 1826 zu der für diesen unglücklichen Seeschlacht am Kap Papas (Araxos).
1827 durch Lord Cochrane verdrängt, übernahm er nach der Schlacht von Navarino wieder den Oberbefehl über die griechische Flotte.
Als Haupt der antirussischen Oppositionspartei gegen Ioannis Kapodistrias bemächtigte er sich im Juli 1831 des Hafens von Poros und verbrannte, von der russischen Flotte eingeschlossen, am 13. August 1831 die dort liegenden griechischen Kriegsschiffe Hellas, Agamemnon/Spetsai und Hydra, um sie nicht der russischen Flotte überlassen zu müssen, was als Landesverrat angesehen werden konnte. Die Ermordung Kapodistrias’ am 9. Oktober 1831 schützte ihn jedoch vor Verfolgung.

## Nach der Griechischen Revolution
Nach der Wahl des Prinzen Otto von Bayern zum König von Griechenland gehörte er neben Dimitris Plapoutas und Kostas Botsaris zu den Huldigungsdeputierten.

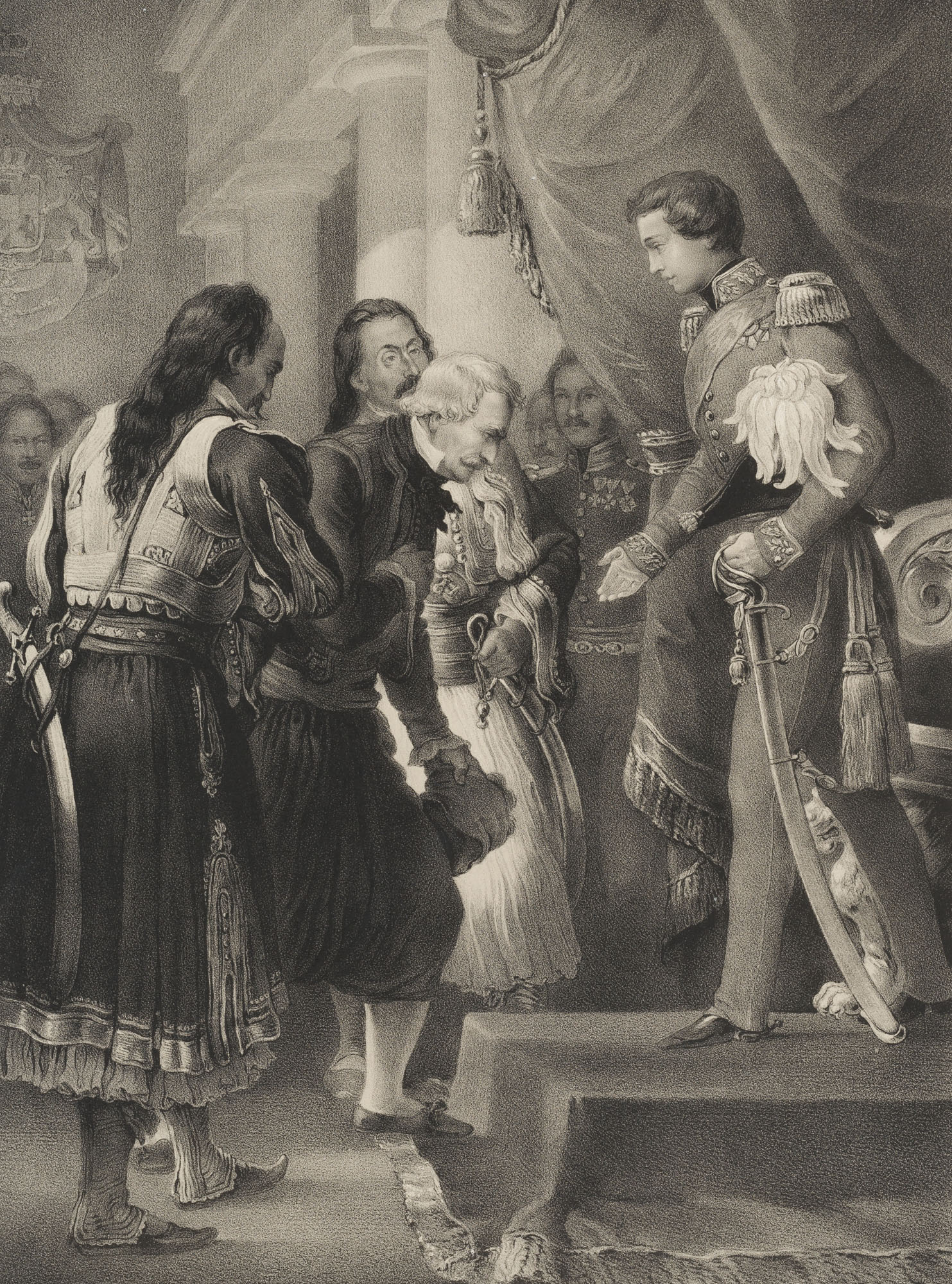
Die Mitglieder der griechischen Regierungs-Kommission: Admiral Miaoulis, die Generäle Kostas Botsaris und Dimitris Plapoutas huldigen am 15. Oktober 1832 ihrem König Otto I.

Bei der Organisation der Marine wurde er zum Konteradmiral, am 9. Oktober 1833 zum Seepräfekten und 5. April 1835 zum Vizeadmiral ernannt.
Er starb im Alter von 66 Jahren am 24. Juni 1835 in Piräus. Auf Anordnung der griechischen Regierung wurde sein Grab an der nach ihm benannten Akti Miaoulis (Miaoulis-Küste) mit einem Denkmal geschmückt. Sein einbalsamiertes Herz wird im Museum von Hydra aufbewahrt. Auch seine Gebeine wurden 1986 nach Hydra überführt.

Der spätere Ministerpräsident Nikolaos Anasthasios Miaoulis († 1867 in Paris) war einer von Miaoulis' Söhnen.

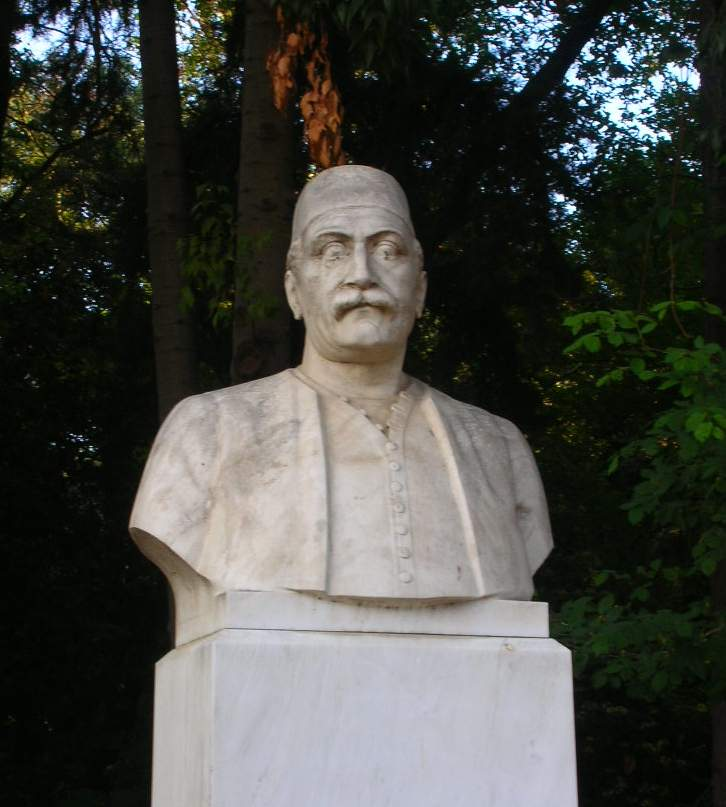
Büste von Miaoulis